# بحيرة شورابيل الطبيعية
بحيرة شورابيل هي بحيرة مياه ملحية والتي تحتل المرتبة الثانية بين الآثار الطبيعية والتراثية لمحافظة اردبيل شمال غرب إيران وهذه البحيرة تُعَد واحدة من المعالم الطبيعية الفريدة في إيران. وتبلغ مساحتها 120 هکتار وتقع علی مسافة کیلومترین جنوب مدینة اردبیل. میاه هذه البحیرة مالحة ولاتُستَخدَم للزراعة، وقد اشارت ابحاث الجیولوجین الی ان هذه البحیرة اقدم من بحیرة ارومیة الشهيرة.
- تقع محافظة اردبيل شمال غرب إيران وتبعد عن طهران 1000 کیلومتر. تنتهي هذه المحافظة من الجهة الشمالية الی نهر أرس وسهل مغان وبالها رود في جمهورية آذربيجان، ومن الجهة الشرقية الی سلسلة جبال طالش وبغرو في محافظة جيلان، اما من الجهة الجنوبية فتنتهي الی سلسلة جبال ووديان وسفوح محافظة زنجان، ومن الجهة الغربية الی محافظة آذربيجان الشرقية وتتمتع المحافظة بمناخ بارد في الشتاء ومعتدل في الصیف.[2][4]

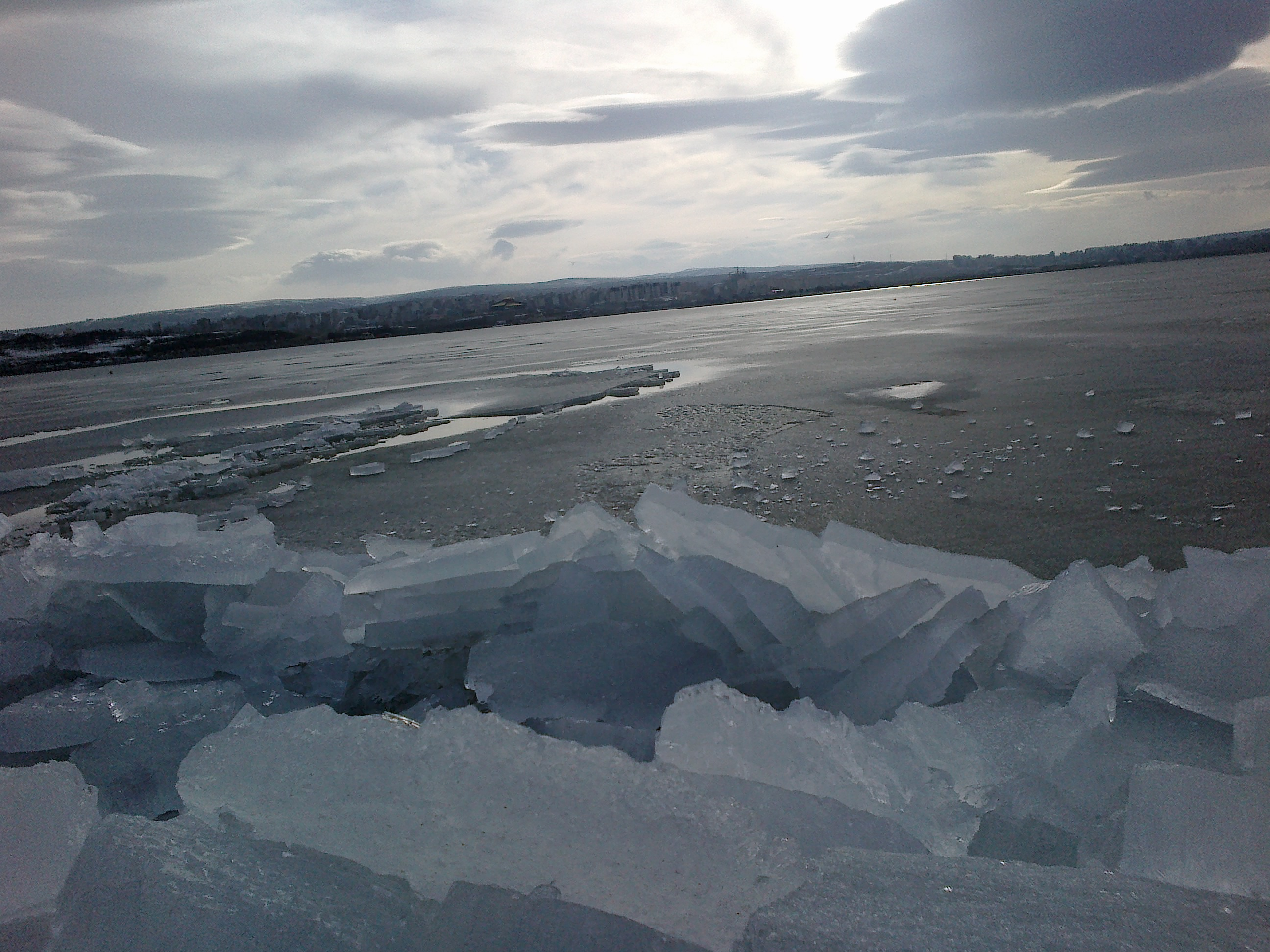
البحيرة أثناء تجمدها في فصل الشتاء

## الموقع
توجد هذه البحيرة في مدينة اردبيل فهي تقع في شارع «دانشكاه» أي شارع الجامعة الذي تحاذيه عدة جامعات وبما فيها جامعة المحقق الأردبيلي وجامعة العلوم الطبية وجامعة بيام نور.

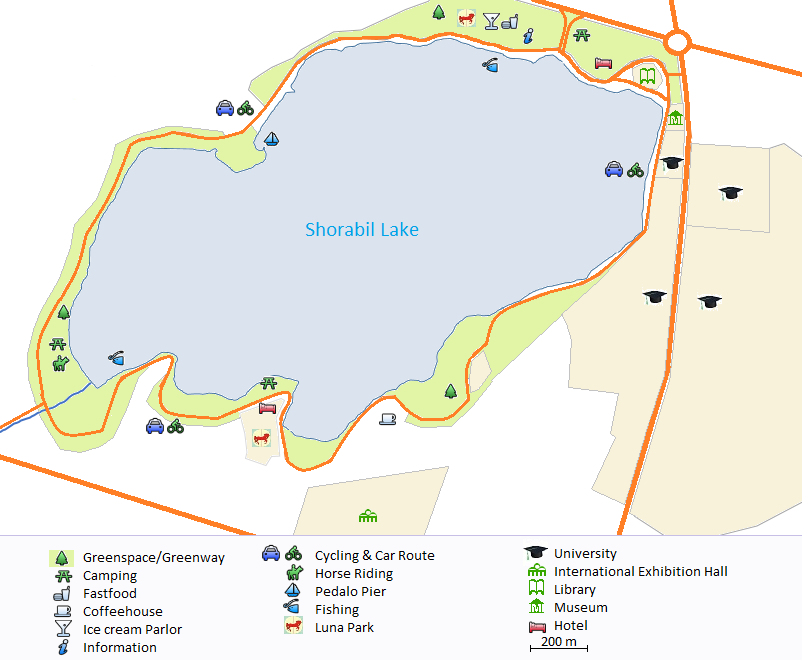
خريطة لبحيرة شورابيل

## امكانات البحيرة
هناك العديد من الخدمات الترفيهية والرياضية والثقافية على ضفاف هذه البحيرة، والتي تتمثل برصيف للزوارق، ميدان رياضي، ساحة سباق للدراجات، حديقة حيوانات، فنادق حديثة وجميلة، متحف للآثار التأريخية الطبيعية، معرض دولي، سوق للصناعات اليدوية، مدينة ألعاب، مطعم في وسط البحيرة، وغير ذلك الكثير من المرافق الخدمية التي يمكن للسائحين الاستفادة منها.

## الحياة البرية
هذه البحيرة تُعَد ملاذاً آمناً للطيور المهاجرة بشتى أنواعها الجميلة، وفي فترة من الزمن كان وحلها يُستَخدَم كعلاج لمختلف الأمراض نظراً لملوحة مياهها، ولكن ملوحتها تضاءلت اليوم بعد إضافة كميات هائلة من المياه العذبة لها مما جعلها ملاذاً أيضاً للأسماك.

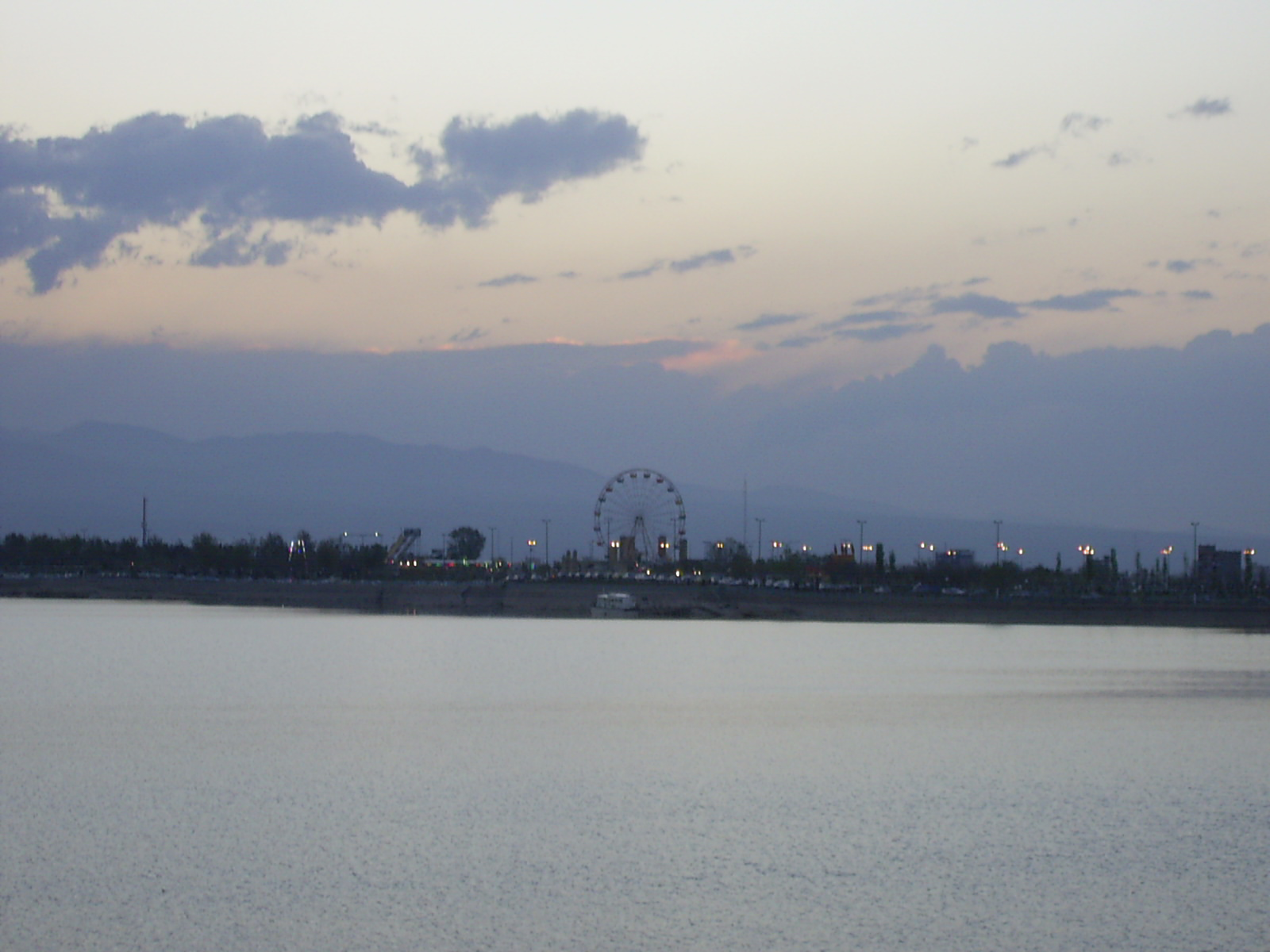
منظر عام للبحيرة

## بحيرة شورابيل ومهرجان برلين السينمائي
شارك الفيلم الوثائقي الإيراني (كم كانت بحيرتي مالحة) للمخرج حسن قهرماني في مهرجان برلين السينمائي الدولي في قسم الأفلام الوثائقية. هذا الفيلم الوثائقي يتناول التغييرات التي حدثت في بحيرة «شورابيل» الواقعة بمحافظة اردبيل غرب إيران والتي أدت إلى تغيير مياه البحيرة من مياه مالحة إلى مياه عذبة، كما رافق ذلك التحول تغييرات بيئية طبيعية في كل ما يحيط بالبحيرة من نباتات وكائنات. وأشار المخرج قهرماني إلى أنه وعلى مدى ثلاث سنوات سجل بعدسة الكاميرا التغييرات التي كانت تطرأ على البحيرة طوال فصول العام في الصيف والشتاء واستلزم ذلك جهداً وعناءً كبيراً، ونتيجةً لذلك المجهود حصل الفيلم على التمثال الفيروزي وشهادة ديبلوم فخرية من المهرجان الرابع لسينما الحقيقة للافلام الوثائقية كأفضل تصوير، وأفضل فيلم وثائقي في مهرجان غوانجو في الصين.

## معرض الصور

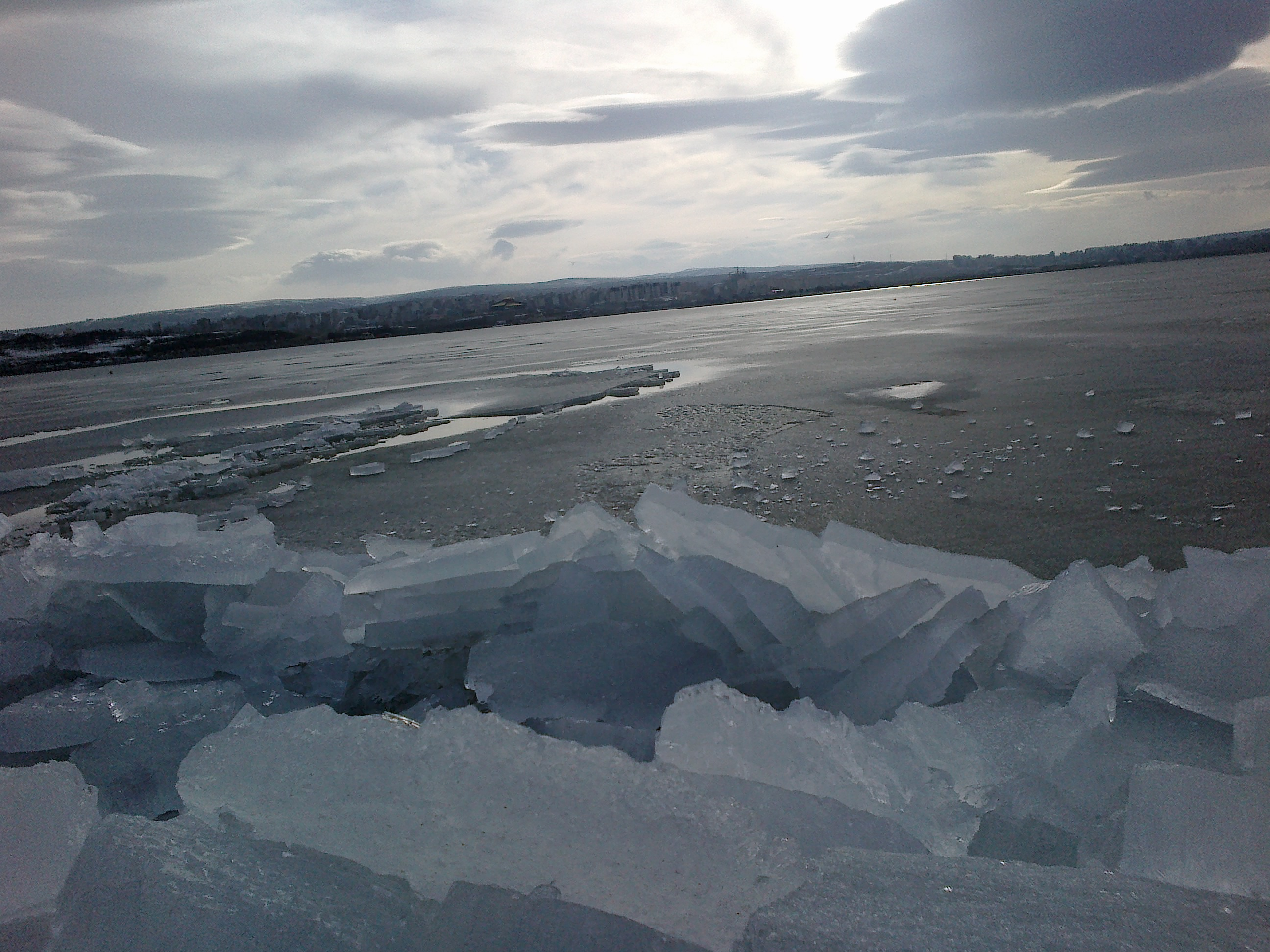
البحيرة أثناء تجمدها في فصل الشتاء

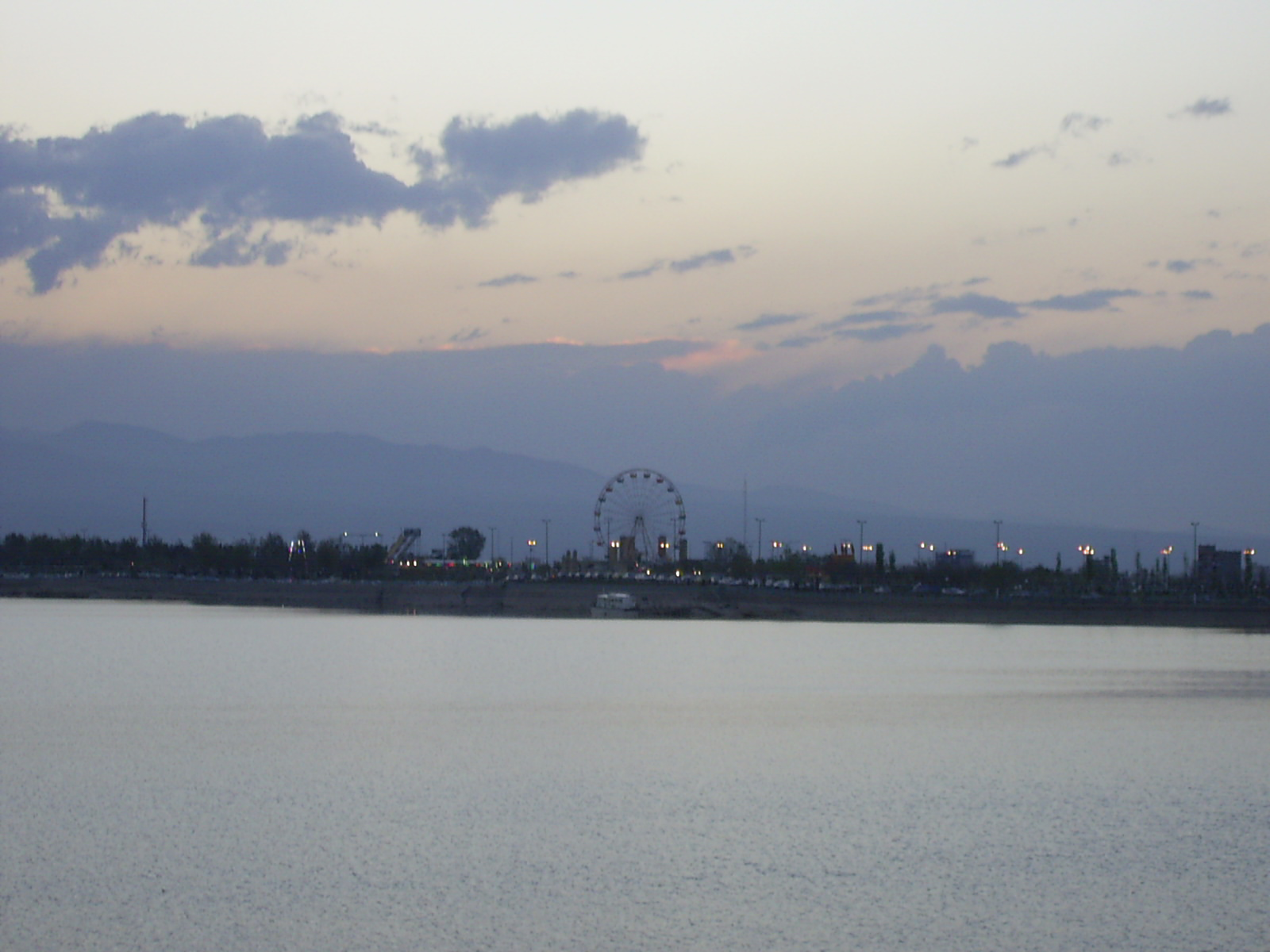
منظر عام للبحيرة

## طالع ايضاً
- بحر قزوين
- ينبوع بلقيس
- الحديقة الوطنية للنباتات في ايران
- حديقة الماء والنار
- ديزين
- منتجع توجال
- منتجع الوارس الدولي
- منتجع شمشك الدولي
- قائمة أنهار إيران